# Lohe-Rickelshof
Lohe-Rickelshof er en by og kommune i det nordlige Tyskland, beliggende i Amt Kirchspielslandgemeinde Heider Umland i den centrale del af Kreis Dithmarschen. Kreis Dithmarschen ligger i den sydvestlige del af delstaten Slesvig-Holsten.

## Geografi
Nabokommuner er (med uret fra nord) byen Heide og kommunerne Hemmingstedt, Lieth, Wöhrden og Norderwöhrden (alle i Kreis Dithmarschen).